# Julian Dziedzina
Julian Dziedzina (ur. 21 października 1930 w Lesku, zm. 21 maja 2007 w Łodzi) – polski reżyser, krytyk filmowy, wieloletni wykładowca łódzkiej filmówki.

## Życiorys
W 1956 roku ukończył studia na wydziale reżyserii PWSF w Łodzi. Zaczynał od teatru marionetek i amatorskiej sceny w Wałbrzychu. Zajmował się też krytyką filmową. Jako reżyser zadebiutował filmem Koniec nocy (1956), w którym zagrali m.in. Zbigniew Cybulski i Roman Polański.
Najbardziej znanym jego dziełem jest Bokser (1966) z Danielem Olbrychskim w roli głównej. Za film ten Dziedzina otrzymał trzy nagrody na Międzynarodowym Festiwalu Filmowym Dla Młodzieży w Wenecji.
Pochowany na Starym Cmentarzu w Łodzi.

## Filmografia

### Filmy fabularne
- Koniec nocy (1956) – reżyseria, scenariusz
- Eroica (1957) – obsada aktorska
- Zagubione uczucia (1957) – współpraca reżyserska, scenariusz
- Miasteczko (1958) – reżyseria, scenariusz, scenopis
- Decyzja (1960) – reżyseria
- Mam tu swój dom (1963) – reżyseria
- Rachunek sumienia (1964) – reżyseria, scenariusz
- Święta wojna (1965) – reżyseria
- Bokser (1966) – reżyseria
- Ortalionowy dziadek (1968) – reżyseria
- Otello z M-2 (1968) – reżyseria
- Czekam w Monte-Carlo (1969) – reżyseria
- Kryształ (1971) – reżyseria
- Mały (1970) – reżyseria
- Portfel (1970) – reżyseria
- Trochę nadziei (1971) – reżyseria
- Wizyta (1971) – reżyseria
- Bitva o Hedviku (1972) – reżyseria
- Na niebie i na ziemi (1973) – reżyseria
- Czerwone ciernie (1976) – reżyseria, scenariusz
- Umarli rzucają cień (1978) – reżyseria, scenariusz
- Tajemnica starego ogrodu (1983) – reżyseria, scenariusz

### Seriale telewizyjne
- Ucieczka z miejsc ukochanych (1987) – reżyseria, scenariusz, dialogi
- Dziewczyna z Mazur (1990) – reżyseria
- W piątą stronę świata (1990) – reżyseria, scenariusz, opracowanie, dialogi